# Joseph Fred Naumann

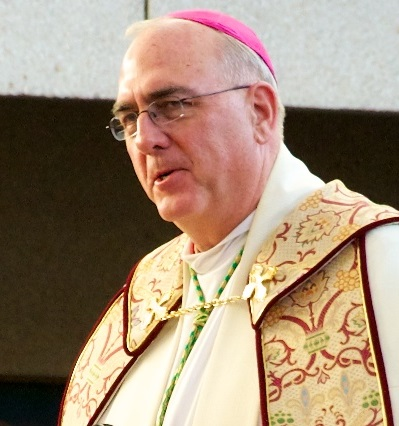
Erzbischof Joseph Fred Naumann (2011)

Erzbischofswappen

Joseph Fred Naumann (* 4. Juni 1949 in St. Louis) ist ein US-amerikanischer römisch-katholischer Geistlicher und emeritierter Erzbischof von Kansas City.

## Leben
Joseph Fred Naumann empfing am 24. Mai 1975 durch den Erzbischof von Saint Louis, John Kardinal Carberry, das Sakrament der Priesterweihe.
Am 9. Juli 1997 ernannte ihn Papst Johannes Paul II. zum Titularbischof von Caput Cilla und zum Weihbischof in Saint Louis. Der Erzbischof von Saint Louis, Justin Francis Rigali, spendete ihm am 3. September desselben Jahres die Bischofsweihe; Mitkonsekratoren waren der Weihbischof in Saint Louis, Edward Kenneth Braxton, und der Bischof von Lafayette, Edward Joseph O’Donnell. Am 7. Januar 2004 ernannte ihn Johannes Paul II. zum Koadjutorerzbischof von Kansas City. Die Amtseinführung erfolgte am 19. März desselben Jahres. Joseph Fred Naumann wurde am 15. Januar 2005 in Nachfolge von James Patrick Keleher, der aus Krankheitsgründen zurücktrat, Erzbischof von Kansas City.
Papst Franziskus ernannte ihn am 21. April 2015 zum Apostolischen Administrator des Bistums Kansas City-Saint Joseph, was er bis zur Amtseinführung von James Vann Johnston am 4. November 2015 blieb.
Naumann ist seit 1996 Mitglied des Ritterordens vom Heiligen Grab zu Jerusalem, dessen Großoffizier und von 2008 bis 2024 Großprior der US-amerikanischen Statthalterei Northern Lieutenancy des Ritterordens.
In einer viel beachteten Kampfabstimmung auf der Herbstvollversammlung der Bischofskonferenz der Vereinigten Staaten (USCCB) 2017 in Baltimore gelang es Naumann, sich bei der Wahl zum Vorsitzenden des Lebensschutz-Komitees der Bischöfe gegen den Chicagoer Kardinal Blase Cupich durchzusetzen. Die Wahl galt als Richtungsentscheidung gegen Papst Franziskus, der wie Cupich für eine ganzheitliche Ausrichtung der kirchlichen Lebensschutzpolitik steht und Engführungen aufbrechen möchte. Naumann will seine Arbeit dagegen auf das Thema Abtreibungen konzentrieren, das für ihn wie für die Mehrheit der US-amerikanischen Bischöfe eine Priorität im Vergleich zu anderen Themen wie Gesundheit, Einwanderung oder Armut besitzt.
Am 8. April 2025 nahm Papst Franziskus seinen altersbedingten Rücktritt an. Bis zur Amtseinführung seines Nachfolgers Shawn McKnight am 27. Mai desselben Jahres verwaltete er das Erzbistum Kansas City weiter als Apostolischer Administrator.